# Référendums liechtensteinois de 2002
Trois référendums ont lieu au Liechtenstein au cours de l'année 2002. Les deux premiers le 10 mars sur une levée de fonds publics pour un festival de musique ainsi que sur une modification de la législation sur les transports en commun, et le troisième le 29 septembre sur un changement du Plan local d'urbanisme. Tous trois sont rejetés par les électeurs.

## Référendum sur le festival

### Contexte
Le landtag décide le 18 novembre 2001 par 13 voix contre 12 d'allouer des fonds publics à hauteur de 750 000 franc suisse pour la période 2002-2004 a fin d'organisation d'un festival de musique, dit "Little Big One". Des citoyens opposés au projet se mobilisent et collectent 2012 signatures dont 2002 valides du 27 octobre au 20 décembre 2001.
Il s'agit d'un référendum facultatif d'origine populaire sur une question budgétaire : dans le cadre de l'article 66 de la constitution, le budget alloué par le Landtag fait l'objet d'une demande de mise à la votation par un minimum de 1 000 inscrits.

### Résultat
| Choix                     | Votes  | %     |
| ------------------------- | ------ | ----- |
| Pour                      | 3 618  | 34,20 |
| Contre                    | 6 969  | 65,80 |
|                           |        |       |
| Votes blancs et invalides | 165    | -     |
| Total                     | 10 752 | 100   |
| Inscrits / Participation  | 16 671 | 64,50 |

## Référendum sur les transports

### Contexte
Il s'agit d'une initiative populaire sur un projet d'inscription dans la constitution  d'objectifs en matière de transports en commun respectueux de l'environnement. Le projet, à l'origine gouvernemental, échoue le 20 novembre 2000 a réunir au Landtag les 19 voix sur 25 correspondant au quorum des deux tiers nécessaire pour une révision parlementaire de la constitution. Les partisans du projet se mobilisent et réunissent 2431 signatures du 26 octobre au 7 décembre 2001.
L'initiative ayant réunie les signatures de plus de 1 500 inscrits, elle est présentée au Landtag dans le cadre de l'article 64-2 de la constitution. Le parlement la rejette le 7 décembre 2002 en ne votant pour que par 18 voix sur 25, entraînant sa mise en votation.

### Résultat
| Choix                     | Votes  | %     |
| ------------------------- | ------ | ----- |
| Pour                      | 4 769  | 45,48 |
| Contre                    | 5 714  | 54,52 |
|                           |        |       |
| Votes blancs et invalides | 271    | -     |
| Total                     | 10 754 | 100   |
| Inscrits / Participation  | 16 671 | 64,51 |

## Référendum sur le plan d'urbanisme

### Contexte
Après plusieurs années de travaux, le Landtag s'accorde le 20 juin 2002 par 24 voix contre une sur une réforme de la législation sur le Plan local d'urbanisme. 
Il s'agit d'un référendum facultatif d'origine parlementaire : devant l'importance de la réforme, le Landtag décide de soumettre le projet de loi à la votation populaire dans le cadre de l'article 66 de la constitution

### Résultat
| Choix                     | Votes  | %     |
| ------------------------- | ------ | ----- |
| Pour                      | 2 620  | 25,73 |
| Contre                    | 7 561  | 74,27 |
|                           |        |       |
| Votes blancs et invalides | 153    | -     |
| Total                     | 10 334 | 100   |
| Inscrits / Participation  | 16 805 | 61,38 |